# Синопсис

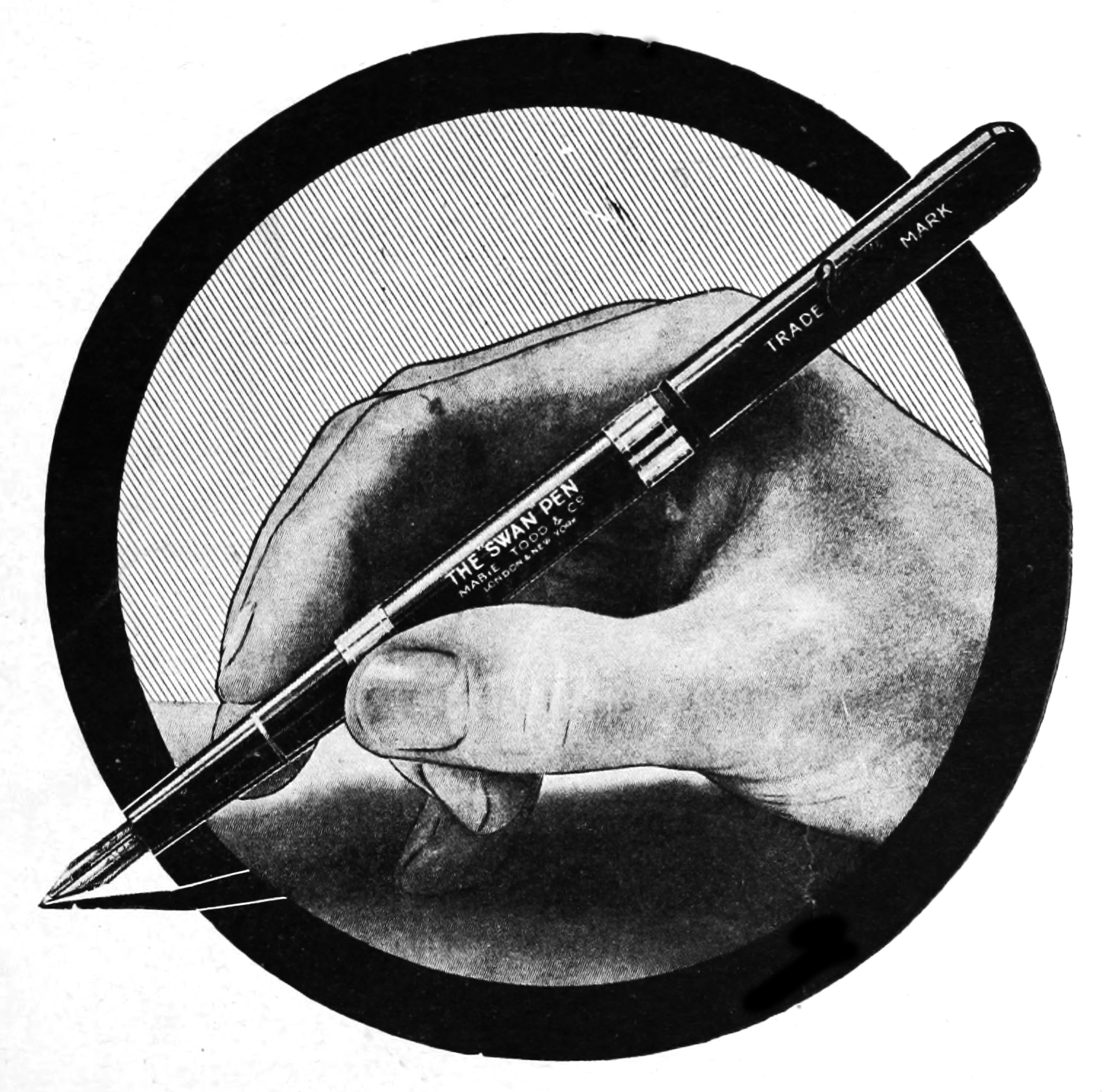
Синопсис — пересказ предмета в сжатой форме

Сино́псис (допустимый вариант — си́нопсис, учитывающий оригинальное греческое ударение; др.-греч. σύνοψις < συν — с, со + όπτω — смотрю, гляжу) — в научной номенклатуре древних греков означало изложение в одном общем обзоре одного целого предмета или одной области знаний, в сжатой форме, без подробной аргументации и без детальных теоретических рассуждений. Синоптиком (συνοπτικός) называли учёного, который одним общим взглядом обнимал в своём миросозерцании весь круг предметов, входящих в известную сферу. Примеры:
- «Синопсис» Орибасия — сборник медицинских сведений (IV век);
- «Большой синопсис Базилик» — византийский юридический сборник;
- «Малый Синопсис» — византийский юридический сборник.

В последующие времена название синопсис давалось прежде всего историческим сочинениям, в хронологическом порядке излагавшим факты один за другим, отмечая тщательно их даты. 
Синопсис в христианском богословии — свод отрывков или сокращённое изложение проповедей, толкований Священного Писания и других сочинений церковных писателей.

## Историческое изложение
Обыкновенно синопсис как способ исторического изложения противопоставляли синтагме (др.-греч. σύνταγμα — сопорядок), по правилам которой содержащийся в сочинении материал располагался в порядке не только хронологическом, но и более или менее систематическом, хотя систематичность эта могла основываться чисто внешней схемой: например, алфавитным порядком (каноническая синтагма Матфея Властаря).
От более поздних исторических трудов синопсис отличается полным отсутствием прагматизма, то есть разъяснения внутренней связи между событиями предыдущими и последующими, и каких бы то ни было элементов исторической критики. Типичным образцом исторического синопсиса служит «Киевский синопсис» Иннокентия Гизеля, излагающий в сжатом виде и в хронологической последовательности факты древнерусской истории; это первое восточнославянское учебно-историческое сочинение (Киев, 1674).

## Хронологическое изложение
У поляков некогда синопсисом называлось простое хронологическое собрание и изложение прав и правил, данных польскими королями русским людям, бывшим в польском подданстве.
В византийской богословской литературе синопсисом называлось последовательное обозрение и изложение в сокращении нескольких однородных тем; таково, например, обозрение бесед святого Афанасия (IV век) или обозрение проповедей Златоуста на Святое Писание Ветхого и Нового Завета (IV—V века).

## Сокращённое изложение
Синопсисом называется и сокращённое изложение толкований Отцов Церкви, прототипом которых служит многотомное издание «Sacrae Scripturae cursus completus» француза Миня. Синоптиками зовутся авторы трёх Синоптических Евангелий (первых из всех четырёх в Новом Завете): Марк, Матфей и Лука. Синопсис евангельский — приведение в согласие повествований четырёх канонических Евангелий.
Профессор M.A. Голубев называл синопсисом всю науку, носящую название «введения в Св. Писание», и свои собственные сочинения, как, например, толкование на I послание к Коринфянам.

### В культуре
- Синопсис в кинематографе — краткое изложение сценария.
- Синопсис в издательском деле — краткое изложение рукописи автором при подаче рукописи в издательство.
- Синопсис в музыкальном театре — краткий пересказ либретто.